# 1963年のル・マン24時間レース

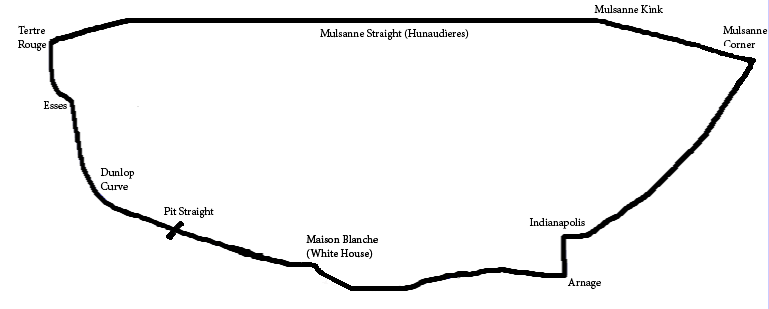
1963年のコース

1963年のル・マン24時間レース（24 Heures du Mans 1963 ）は、31回目のル・マン24時間レースであり、1963年6月15日から6月16日にかけてフランスのサルト・サーキットで行われた。

## 概要
出走は49台。
完走は12台。
ルドヴィコ・スカルフィオッティ（Ludovico Scarfiotti ）/ロレンツォ・バンディーニ組のフェラーリ・250Pの6号車が24時間で4561.710kmを平均速度190.071km/hで走って優勝した。フェラーリは上位6位まで独占する圧勝で、4連勝、7勝目。